# Agalenocosa yaucensis
Agalenocosa yaucensis là một loài nhện trong họ Lycosidae.
Loài này thuộc chi Agalenocosa. Agalenocosa yaucensis được Alexander Petrunkevitch miêu tả năm 1929.